# San Miguel de Tucumán

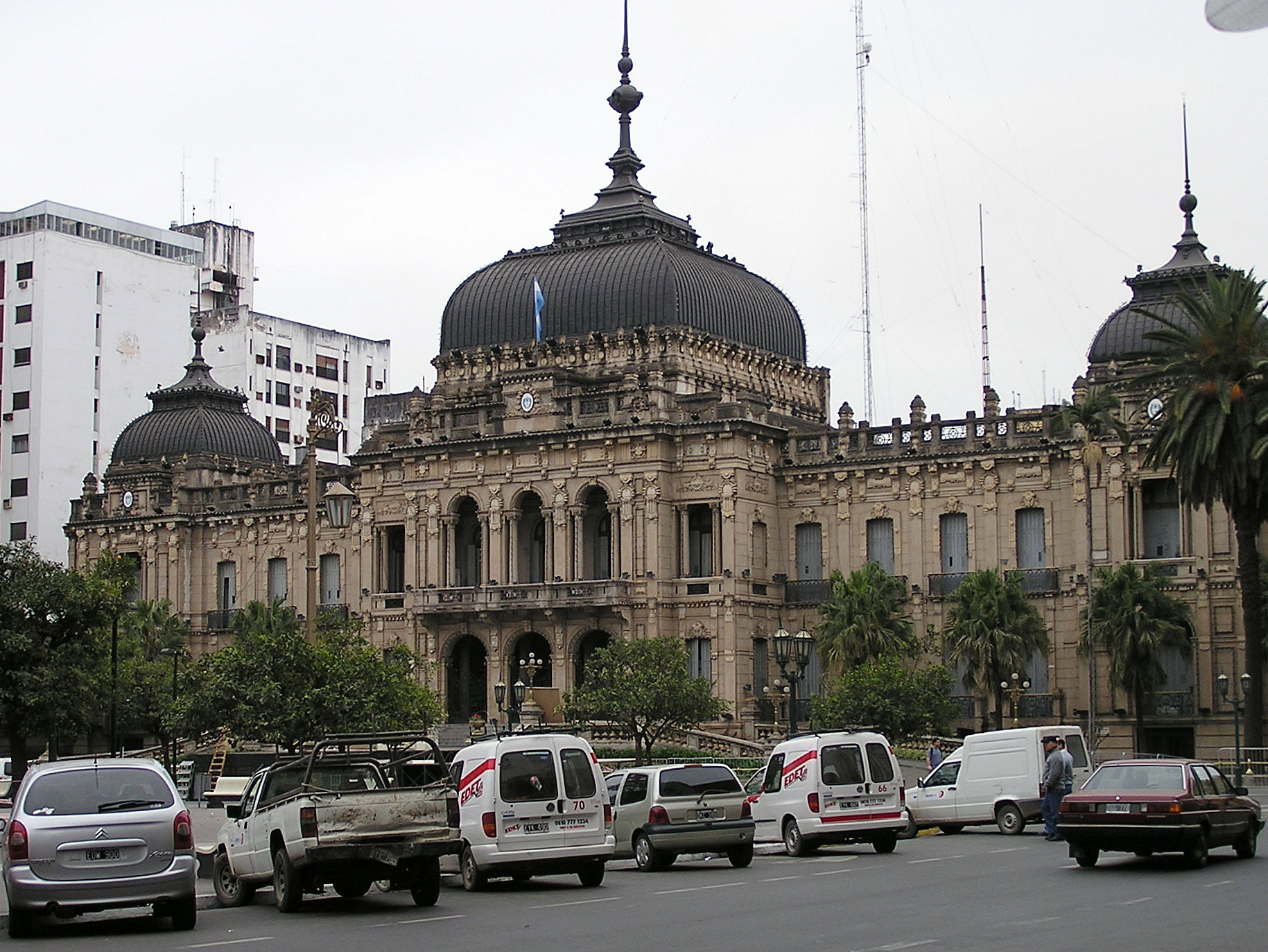
Radnice

San Miguel de Tucumán je hlavní město nejmenší argentinské provincie Tucumán a má 549 tisíc obyvatel (i s okolím téměř 795 tisíc). Je známé jako „Zahrada republiky“ a je pátým největším městem Argentiny. Leží na severu země na svazích hor Aconquija a je vzdáleno 1311 km od hlavního města Argentiny Buenos Aires. Je obchodním centrem v zavlažované oblasti, která produkuje velké množství cukrové třtiny, rýži, tabák a ovoce.

## Původ názvu
Původ názvu Tucumán je sporný. Podle jedné verze název pochází údajně z kečuánského slova Yucuman („Místo, kde pramení řeky“). Jiné vysvětlení vychází z ještě dávnějších dob, před invazí Inků na toto území. Název by měl pocházet ze jména náčelníka původního kmene Diaguitů Tukumy („Tukma nao = Tukmův lid“). Třetí verze je, že název pochází od původních obyvatel kmene Lule, kteří také žili na tomto území a pojmenovali zemi podle brouka Tuku-Tuku.
Názvem San Miguel je míněn archanděl Michael.

## Historie
Město bylo založeno v roce 1565 španělským dobyvatelem Diego de Villarroel. Dne 9. července 1816 se konal ve městě kongres, na kterém byla vyhlášena Deklarace nezávislosti Argentiny na Španělsku a nadvlády jiných zemí.
Na konci 19. století začali do města hromadně přicházet přistěhovalci za Španělska, Itálie, Arabové a Židé. Ti začali měnit koloniální architekturu města. V roce 1900 byl ve městě založen rozsáhlý park o rozloze 400 hektarů ve stylu parků v Paříži a v Londýně. V květnu 1912 bylo ve městě otevřeno divadlo. V roce 2000 udělila argentinská vláda městu titul historického města Tucumán pro jeho důležitou roli v historii státu.

## Osobnosti města
- César Pelli, (* 1926), architekt
- Mercedes Sosa (1935–2009), zpěvačka